# 羅斯施托克山
46°55′1.5″N 8°42′28″E / 46.917083°N 8.70778°E
羅斯施托克山（Rossstock），是瑞士的山峰，位於該國中部，處於施維茨州和烏里州接壤的邊界，屬於施維茨阿爾卑斯山脈的一部分，海拔高度2,461米，每年平均降雨量2,385毫米。

## 外部連結
- Rossstock on Hikr （页面存档备份，存于）